# Люфтваффе (вермахт)
Люфтва́ффе (нем. Luftwaffe — буквально: воздушное оружие, воздушный вид вооружённых сил) — название германских военно-воздушных сил в составе вооружённых сил Германии (рейхсвер, вермахт, бундесвер). В русскоязычном сегменте это название чаще всего применяется к ВВС периода нацистской Германии (нем. Luftwaffe der deutschen Wehrmacht) 1933—1945 гг.

## История
Становление военно-воздушных сил в Германии началось в 1933 году. Главнокомандующим силами люфтваффе являлся Герман Геринг (9 марта 1935 года — 23 апреля 1945 года), впоследствии генерал-фельдмаршал и рейхсмаршал, который одновременно возглавлял и Рейхсминистерство авиации. Последнее осуществляло руководство авиационной промышленностью, гражданской авиацией и авиационно-спортивными организациями.

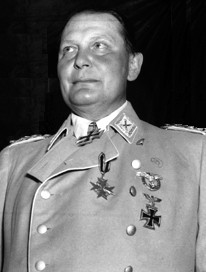
Герман Геринг, главнокомандующий люфтваффе

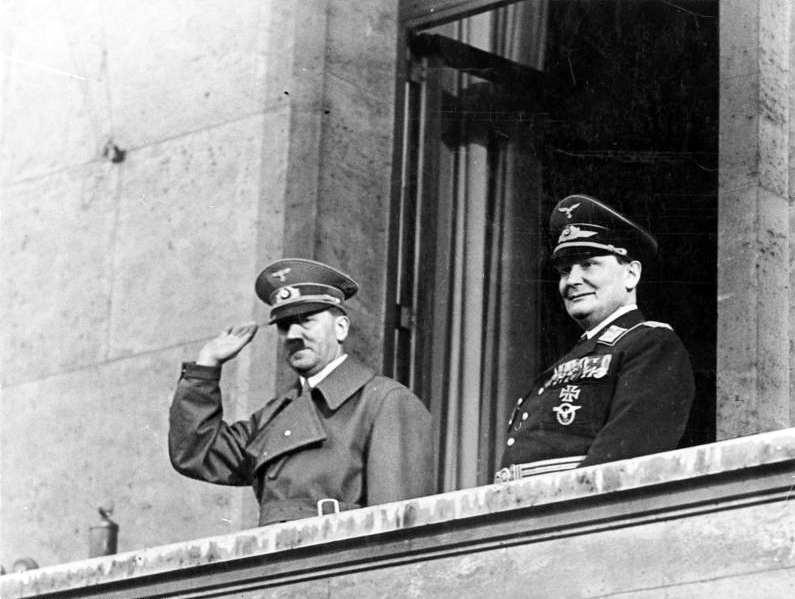
Гитлер и Геринг, март 1938

Предшественник люфтваффе — «Имперские ВВС» (Luftstreitkräfte) были организованы в 1910, с появлением военной авиации. После поражения Германии в Первой мировой войне, по условиям Версальского договора (1919), ей было запрещено иметь собственную военную и гражданскую авиацию. Однако в 1922 году запрет на гражданскую авиацию был снят с некоторыми ограничениями. Интерес к военной авиации в государстве был очень велик, поэтому она создавалась под видом авиакружков и других гражданских формирований.
К середине 1920-х годов в Германии была создана высокоэффективная авиационная промышленность (заводы «Фоккевульф» в Бремене, «Дорнье» в Фридрихсхафене, «Хейнкель» в Варнемюнде, «Юнкерс» в Дессау, «Мессершмитт» в Аугсбурге). В то время, как победившие союзники всё ещё летали на устаревших деревянных бипланах, немецкие конструкторы разработали более современные металлические монопланы со свободнонесущим крылом и убирающимся шасси.
Реорганизованная авиакомпания «Люфтганза», получив разрешение на коммерческие рейсы в Западной Европе, стала в техническом отношении самой современной авиакомпанией в мире. В нарушение Версальского договора, боевые экипажи проходили подготовку в четырёх лётных школах «Люфтганзы», приобретая опыт в ночных и всепогодных условиях.
Когда Гитлер в 1933 году стал канцлером, он уже имел серьёзную финансовую базу для создания новых военно-воздушных сил. Были найдены крупные капиталовложения для строительства люфтваффе. Рейхскомиссаром ВВС с неограниченными полномочиями был назначен заместитель фюрера Герман Геринг, бывший во время 1-й мировой войны высококлассным лётчиком. Именно ему Гитлер поручил создание самого мощного в мире воздушного флота. Не имея возможности заниматься исключительно авиационными делами, Геринг пригласил в своё министерство бывшего директора «Люфтганзы» Эрхарда Мильха, оказавшегося именно тем человеком, который был способен справиться с этой задачей. Подчинённым Мильха являлся генерал-лейтенант Вальтер Вефер, неофициальный начальник штаба люфтваффе и шеф управления авиации, в прошлом пехотинец. Под руководством Геринга, Мильха и Вефера, работавших в обстановке строжайшей секретности и при полной поддержке Гитлера, по всей Германии развернулось строительство новых авиационных заводов, аэродромов и тренировочных баз. В марте 1935 года фюрер почувствовал, что новые военно-воздушные силы Германии уже набрали достаточную мощь, чтобы продемонстрировать их всему миру. К этому времени люфтваффе насчитывала 1888 самолётов различного типа и около 20 тыс. человек личного состава. Сообщения о мощи немецкой авиации вызвали панику за пределами нацистской Германии.
В 1990-е годы Ю. Дьяков и Т. Бушуева в своей книге «Фашистский меч ковался в СССР» распространили версию, что Герман Геринг обучался в Липецкой авиационной школе, в которой в действительности совместно обучались советские и немецкие лётчики. Тогда же это утверждение было растиражирован рядом газет. Эта информация содержит ряд фактологических ошибок, так как совместная советско-немецкая авиационная школа в Липецке была открыта в июле 1925 года, полноценно начала функционировать в 1927 году и была закрыта в 1933 году. Герман Геринг в 1923 году во время Пивного путча был ранен и находился в розыске, проживая по 1927 год в Австрии, Италии и Швеции. После амнистии в 1927 году Герман Геринг вернулся в Германию и был избран депутатом рейхстага, а в 1932 году он стал его председателем.

### Ситуация к началу Второй мировой войны
К 1939 году, к началу Второй мировой войны превосходство люфтваффе обеспечивалось, с одной стороны, опытом гражданской войны в Испании (однако, советские лётчики имели такую же возможность набраться опыта в той самой Испании), в которой уже использовались такие самолёты, как Ju-87 и Bf. 109, с другой стороны — новой тактикой и технологиями.
Руководство вермахта видело в люфтваффе, прежде всего, «летающую артиллерию», инструмент поддержки войск. Таким образом, люфтваффе создавались как один из инструментов «блицкрига». В соответствии с этим подходом, строились, в основном, тактические бомбардировщики малой или средней дальности, способные нести среднюю бомбовую нагрузку. Стратегических бомбардировщиков, подобных Boeing B-17 «Flying Fortress» или Avro Lancaster в рейхе тогда не было. Четырёхмоторный немецкий Focke-Wulf Fw 200 был значительно слабее и использовался только как транспортный самолёт и разведчик в Атлантике.

### Начало Второй мировой войны

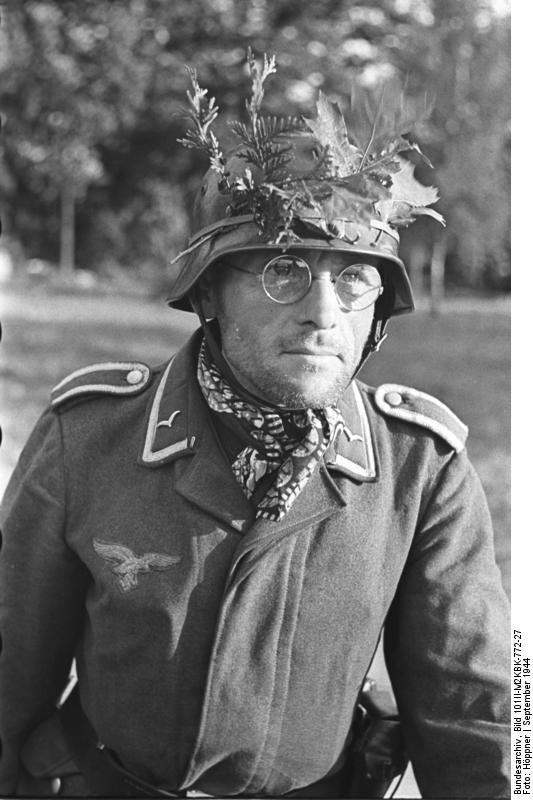
Унтер-офицер люфтваффе под Арнемом, сентябрь 1944

Благодаря тактическому превосходству и огневой поддержке с земли, военная авиация внесла большой вклад в ранние успехи Германии. Таким образом, вермахт захватил к июню 1940 Польшу, Норвегию, Данию, Люксембург, Бельгию, Нидерланды, Францию.
Первое поражение люфтваффе под командованием Германа Геринга потерпели в так называемой Битве за Британию против Fighter Command Королевских ВВС. Истребители типа Messerschmitt Bf-110C и Bf-110D не могли достаточно эффективно защищать бомбардировщики. Было очевидно, что наступательный воздушный бой не для Bf-110, но недостаточная дальность полёта одномоторного Bf-109 заставляла использовать Bf-110 для прикрытия бомбардировщиков. Эти истребители, разработанные для дальних полётов, как оказывалось, проигрывали манёвренным английским самолётам. И даже несмотря на то, что тактика истребителей RAF уступала тактике немецкой истребительной авиации, самая совершенная система воздушного обнаружения в мире позволяла англичанам с 4-минутной задержкой направлять в любую точку Англии численно превосходящее количество истребителей, даже в юго-восточную часть страны, доступную радиусу действия Bf-109.
В частности ещё до окончания 2-й фазы воздушных сражений в английском небе, было принято решение не использовать в дальнейших налётах тяжёлые двухдвигательные истребители. После потери многих ценных лётчиков над Англией и Ла-Маншем было принято решение переделать треть Bf-110 в истребители-бомбардировщики, вследствие чего потери обеих сторон резко сократились. Тем не менее, в результате недостатков в вооружении самолётов и обучении пилотов Bf-110 бомбометанию эффективность бомбардировок резко сократилась.
С наступлением сезона дождей и холодов немецкие полевые аэродромы превратились в площадки с грязью, и немецкое командование официально решило, что погодные условия воспрепятствуют проведению десантной операции (у Гитлера возникли серьёзные опасения относительно возможного нападения со стороны СССР, в случае осуществления немецкого морского десанта в Англию), и стало ясно, что битва за Британию проиграна.

### Битва за Британию
Битва за Британию — одно из крупнейших и самое продолжительное авиационное сражение Второй мировой войны, продолжавшееся с июля 1940 по май 1941 года.
Проводилась силами 2-го и 3-го воздушного флотов, базировавшихся вдоль атлантического побережья от Дании до Бордо во Франции, и дальней авиацией 5-го воздушного флота в Норвегии, которая отвлекала часть истребительной авиации Великобритании на северо-восток страны. Промежуточные цели кампании, в результате отсутствия единства мнений у военного командования Рейха, на всём её протяжении оставались неясными, в результате чего силы воздушных флотов распылялись на решение сразу нескольких задач (удары по аэродромам, борьба с судоходством, уничтожение авиапромышленности, уничтожение портовой инфраструктуры, изматывание истребительной авиации Великобритании и т. д.), и ни одна из них не была доведена до конца.

#### Противостоящие силы
Люфтваффе и Итальянский корпус ВВС
На начало кампании — 20 июля 1940 года — в составе 2-го и 3-го воздушных флотов числились следующие силы:
- 8 дальних бомбардировщиков-разведчиков;
- 1200 средних бомбардировщиков (из них исправных 69 %, в том числе 90 бомбардировщиков-разведчиков);
- 280 пикирующих бомбардировщиков;
- 760 одномоторных истребителей;
- 220 двухмоторных истребителей;
- 50 дальних разведчиков;
- 90 ближних разведчиков.

В ударных силах 5-го воздушного флота числилось:
- 130 средних бомбардировщиков;
- 30 двухмоторных истребителей;
- 30 дальних разведчиков.

К октябрю в составе трёх флотов было около 700 боеспособных бомбардировщиков.
В октябре — ноябре в операции приняло участие 40 бомбардировщиков и 54 истребителя ВВС Италии.
Королевские военно-воздушные силы Великобритании
Первоначально силам люфтваффе и итальянского воздушного корпуса противостояли 675 истребителей Королевских ВВС Великобритании, позднее — до 1000 боевых машин.
В бомбардировках инфраструктуры люфтваффе на европейском континенте и собственно территории Германии первоначально принимало участие более 200 британских бомбардировщиков Ланкастер и Галифакс.
После завоевания господства в воздухе высшее политическое и военное руководство нацистской Германии планировало начать операцию «Морской лев», по высадке немецких войск на Британские острова с целью их оккупации.
Изменение тактики
Несмотря на то, что на 23 августа немецкая разведка установила, что ВВС Великобритании для восполнения высоких потерь лётчиков-истребителей привлекают пилотов бомбардировочной авиации, операция против сил британского Командования истребительной авиации была неожиданно прекращена. Главные силы истребителей люфтваффе были направлены на сопровождение бомбардировщиков, которые осуществляли по приказу Гитлера «удары возмездия» — бомбардировку крупных городов Великобритании. Немецкая пропаганда утверждала, что эта акция является ответом на действия британских бомбардировочных сил, которые бомбили Берлин и его окрестности.
Война в воздухе
В ходе ожесточённых воздушных боёв Королевские ВВС Великобритании отразили попытки люфтваффе завоевать господство в воздухе и добиться поставленных целей — уничтожив британские ВВС, разрушить промышленность и инфраструктуру, деморализовать население и тем самым принудить Великобританию к заключению выгодного Германии мира.
Характеристики самолётов люфтваффе, в первую очередь истребителей, оказались непригодными для решения множества стратегических задач и завоевания устойчивого господства в воздухе: Bf.110 оказались не в состоянии вести манёвренные бои с «Харрикейнами» и «Спитфайрами» Королевских ВВС, а Bf.109 не хватало дальности действия. Непродуманность действий не позволила нанести военному потенциалу Великобритании какой-либо трудновосполнимый ущерб.
Битву за Британию иногда называют первым крупным поражением Люфтваффе. Потери Великобритании составили: 1547 самолётов различных типов, 27 450 человек военнослужащих и гражданского населения убитыми, 32 138 человек ранеными. Потери Люфтваффе в воздушной войне против Великобритании с 1 июля по 31 октября 1940 года составили: 2000 человек убитыми, 2600 пропавшими без вести или попавшими в плен, 1791 самолёт был уничтожен в бою.

### Восточный фронт
О решении Гитлера напасть на СССР штабы наземных войск и люфтваффе узнали вскоре после падения Франции в июне 1940 года, что стало для большинства старших офицеров люфтваффе полной неожиданностью — согласно материалам допросов зам. Геринга Эрхарда Мильха, начальника службы разведки люфтваффе генерал-майора Йозефа Шмидта и генерала Гальдера. Будучи трезвомыслящим практиком Мильх, узнав о принятом решении, которое было по его мнению катастрофической ошибкой и означало бы поражение в войне, отправился к Герингу и попытался убедить его в необходимости предотвратить войну с Советским Союзом, заявив при этом, что Геринг может повлиять на ход истории. Шмидт сообщил о своих опасениях начальнику штаба люфтваффе Ешоннеку, который также обратился к Герингу. Геринг высказал свои возражения Гитлеру, но не смог его переубедить.

#### Колебания по вторжению
В апреле-мае 1941 года делегация Германской промышленной комиссии, состоявшая из инженеров, работавших под началом Удета, во главе с оберстом Генрихом Ашенбреннером (военно-воздушным атташе в Москве) посетила советские авиационные заводы и дала вполне благоприятные отзывы о советской авиапромышленности.
При этом, Геринг отвлекал внимание Гитлера от СССР, предлагая нанести удар по Гибралтару через территорию Испании, однако Гитлер отказался от этого плана, что и спасло Великобританию. В итоге, во время восточной кампании Герингу ничего не оставалось, как максимально «заряжать» своих подчинённых и убеждать их в превосходстве люфтваффе над авиацией РККА. Изначально он даже признавался в смятении, и все надежды связывал только с блицкригом. На всех совещаниях он называл вероятную продолжительность военной кампании около 6 недель. В какой-то мере это утверждение стало результатом оценки Шмидтом сил советской авиации: по расчётам Шмидта она была равна немецкой по численности, но значительно уступала как в техническом отношении, так и в опыте. Однако, недостаточно была учтена способность Красной армии бороться с авиацией всеми возможными средствами, общее развитие промышленности в СССР и то, как в процессе войны в СССР смогли осуществить эвакуацию промышленности из европейской части страны на Урал. Привели к этой ошибке и 20-летняя внешняя изоляция СССР, и немецкая пропаганда, и предубеждённость во взглядах русских эмигрантов. Таким образом, вплоть до лета 1942 года немецкая разведка продолжала давать ошибочные оценки советской авиации.

#### Решение по вторжению
21 сентября 1940 года был отдан приказ фотографировать полосу территории СССР на глубину до 300 км. В следующем месяце самолёты разведывательной авиации из Aufkl.Gr.(F)Ob.d.L (дальние высотные разведчики верховного командования люфтваффе), находившиеся под командованием оберста Тео Ровеля начали полёты из Кракова и Будапешта, в то время как Aufkl.Gr.(H)Ob.d.L (тактическая разведгруппа верховного командования люфтваффе) производила вылеты с территории Румынии и Восточной Пруссии. Использовались He 111, Do 215В-2, Ju 86Р и Ju 88В. Оперируя на высотах от 9000 до 12 000 метров эти самолёты-разведчики первоначально фотографировали приграничные районы, но в отсутствие противодействия (Сталин запретил истребителям РККА перехватывать самолёты-нарушители) они проникали всё глубже, и в феврале 1941 года достигли линии Мурманск — Москва — Ростов-на-Дону. Эти разведданные послужили залогом успеха на начальном этапе немецкого вторжения. 15 апреля 1941 года один «Юнкерс» в плохую погоду приземлился неподалёку от Винницы, экипаж был арестован.

#### Люфтваффе против ВВС РККА

##### 1941 год

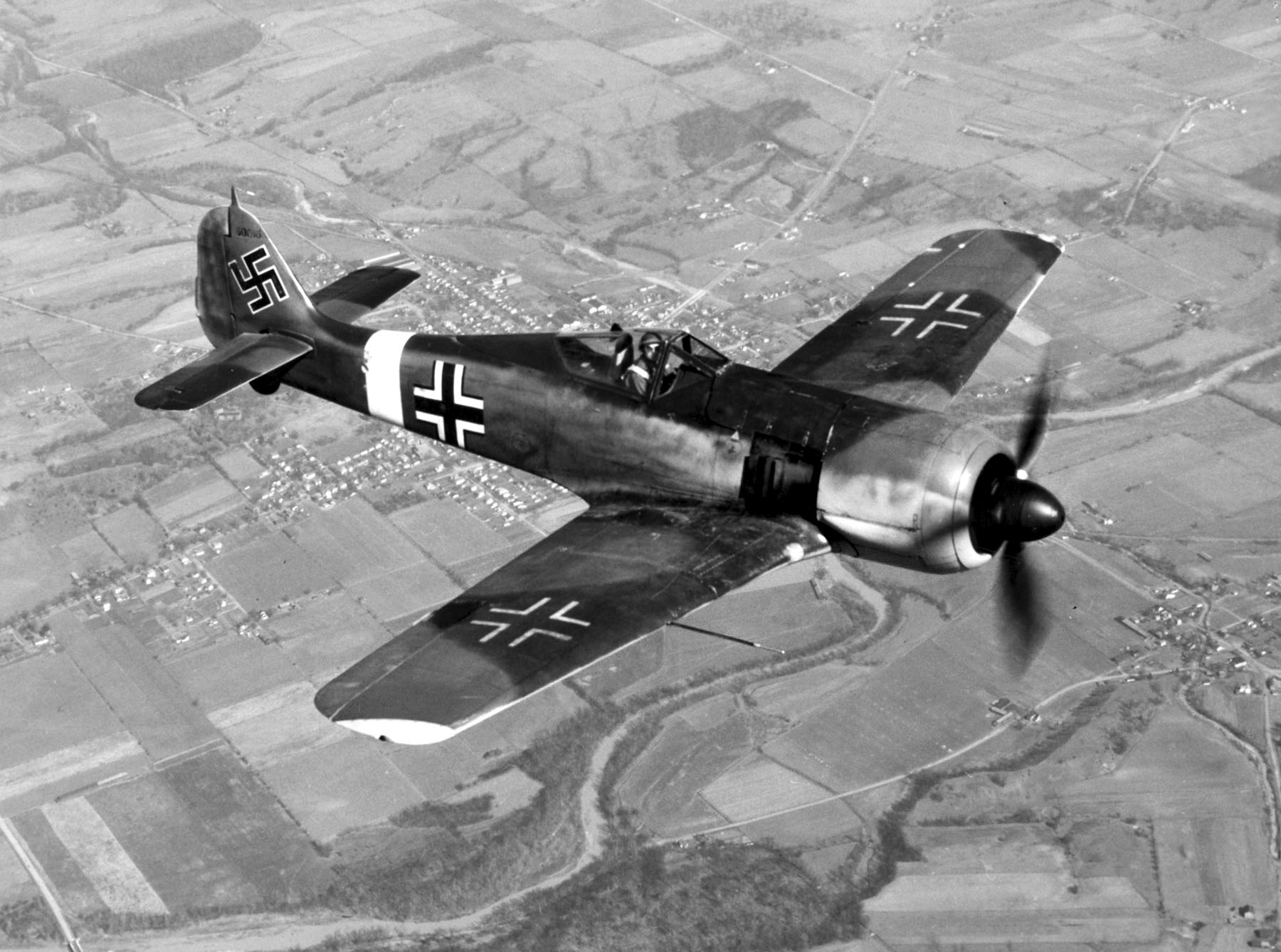
Фокке-Вульф Fw 190.

Немецкая атака с воздуха 22 июня 1941 года, вследствие имеющихся постоянных провокаций, не была полной неожиданностью для личного состава ВВС РККА, в отличие от Народного комиссариата обороны. На рассвете 22 июня, после начала бомбёжек, радиограммами были подтверждены приказы: «на провокации не поддаваться, одиночные немецкие самолёты не сбивать», а приказ о рассредоточении самолётов по полевым аэродромам и маскировке поступил лишь накануне 22 июня. В силу этого лётчики люфтваффе работали по скоплениям самолётов на открытых аэродромах и по инфраструктуре как по учебным целям, без всякого противодействия.
Благодаря поднявшейся панике большей части приграничных лётных частей советских ВВС, люфтваффе удалось практически без труда содействовать наступающим сухопутным частям вермахта и СС. Первая запись на фотопулемёт атаки немецкого самолёта на советский И-153, продолжительностью 20 секунд и датированная 22 июня 1941 года 5 часами 20 минутами утра, хранится в коллекции Британского музея Второй мировой войны в Лондоне.
Вместе с люфтваффе войну с СССР начали ВВС Румынии. ВВС Финляндии присоединились к люфтваффе 25 июня (Люфтваффе же использовали финскую территорию с 22 июня), ВВС Венгрии — 27 июня, лётчики Италии из состава экспедиционного корпуса в России (83 боевых самолёта) — в середине июля, ВВС Хорватии — в ноябре. Сотни советских самолётов были уничтожены и брошены в первые дни войны, большая часть — на земле, однако лётный состав пострадал меньше, так как отступал от границы перелетая с аэродрома на аэродром. Персонал же аэродромов был брошен на земле, не успевая отступать за самолётами.
Немецкие командиры единодушны во взглядах на эффект массированного воздушного удара в первые дни войны: атака была хорошо подготовлена и успешно осуществлена. Немецкие истребители сопровождения Bf.109 атаковали аэродромы вместе с пикирующими бомбардировщиками. С 22 июня по 13 июля, только один германский 1-й воздушный флот уничтожил 1698 советских самолётов: 487 в воздухе и 1211 — на земле.
Но, в первые же дни войны местами завязывались упорные воздушные бои, уже 22 июня советскими лётчиками было совершено 15 воздушных таранов.
Люфтваффе в первый день войны, 22 июня, на Восточном фронте потеряли 69 боевых самолётов. За 27 дней боёв с 22 июня по 19 июля 1941 года немецкая авиация потеряла 1284 самолёта всех типов, что было больше чем за два месяца боёв в «Битве за Англию».
Советская авиация за это время потеряла около 8000 самолётов, из них за первый день войны 2852. Что показало с одной стороны крайне неудовлетворительную работу советского командования (большие потери), но также мужество и героизм советских лётчиков (большое число сбитых немецких самолётов), однако это было достигнуто большими потерями опытных и умелых лётчиков, которые и сбили основную массу самолётов немцев и их союзников. По данным Совинформбюро, за первые два месяца войны Германские ВВС потеряли якобы свыше 7200 самолётов.
В общем и целом, большинство молодых советских лётчиков в течение всей войны значительно уступали немецким[уточнить], их боевому опыту и, в первую очередь, — начальному уровню обучения и профессиональной подготовке. Другим фактором выступал многочисленный, но технологически и морально устаревший парк советских машин, по своим тактико-техническим данным значительно уступавший немецким.

##### 1943 год

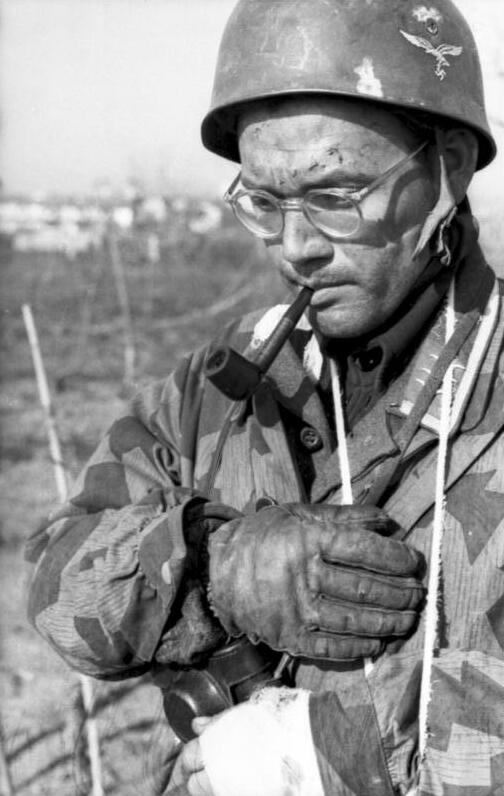
Немецкий парашютист под Монтекассино, Италия, 1944

Кубанское воздушное сражение ознаменовало начало конца безраздельного превосходства люфтваффе, последовавшая за ним Курская битва подтвердила перелом в ходе воздушной войны. Эпоха одностороннего технического и тактического превосходства Германии закончилась.

### Итальянская кампания
В июле 1943 года на Итальянском театре военных действий все воздушные силы были объединены в Jagdabschnittsführer Italien (командующий всеми истребительными соединениями — Гюнтер Лютцов), сформированном в Неаполе. В сентябре данный штаб был интегрирован в Jagdfliegerführer Oberitalien.

### Люфтваффе и стратегические бомбардировки
В 1920-х и 1930-х годах военные теоретики Джулио Дуэ и Билли Митчелл поддержали идею того, что, имея мощные военно-воздушные силы, можно выиграть войну, не ведя боевые действия на суше или на море. Считалось, что невозможно защититься от воздушного нападения, в особенности ночью. Атакующие могли уничтожить военные заводы, штабы и центры связи, фактически уничтожив все средства к сопротивлению. Считалось также, что бомбардировка жилых районов поможет сломить волю мирных граждан, что приведёт к краху производства и общественной жизни. Особенно уязвимыми в этом смысле были демократические государства, где население могло открыто выражать недовольство правительством. В период между двумя мировыми войнами подобное мышление распространилось в ВВС Великобритании и США. В частности, ВВС Великобритании пытались добиться победы, разрушая заводы, центры связи и гражданский дух.
В Люфтваффе более сдержанно относились к стратегическим бомбардировкам. Верховное командование Люфтваффе не выступало против бомбардировок городов и заводов противников и полагало, что это может существенно изменить баланс сил в сторону Германии, так как препятствовало производству и разрушало гражданское общество; однако военачальники не считали, что военно-воздушные силы могут сами по себе иметь решающее воздействие на исход войны. Вопреки распространённому мнению, в Люфтваффе не придерживались так называемой политики «воздушного террора» и до 1942 года не принимали политику бомбардировки, в которой главной целью были бы мирные граждане.
Жизненно важные производства и транспортные центры, которые нужно было обезвредить, были военными целями. Можно утверждать, что гражданские лица не должны были подвергаться нападению напрямую, но нарушение производства должно было повлиять на их моральный дух и волю к борьбе. Немецкие правоведы 1930-х годов тщательно разработали принципы, устанавливающие, какие типы бомбардировок соответствовали бы международному праву. Прямые нападения на гражданских лиц рассматривались как «воздушный террор», но атака важных военно-промышленных заводов, что могло повлечь жертвы среди гражданского населения, считалась приемлемой.
После прихода к власти национал-социалистов и до 1939 года в немецком военном командовании бушевали дискуссии о роли стратегических бомбардировок. Некоторые призывали бомбардировать линии обороны англичан и американцев. Вальтер Вефер — первый начальник Генерального штаба Люфтваффе — поддерживал проведение стратегических бомбардировок и строительство машин для этих целей, он подчёркивал важность авиации. Вефер обозначил пять ключевых целей применения военно-воздушных сил:

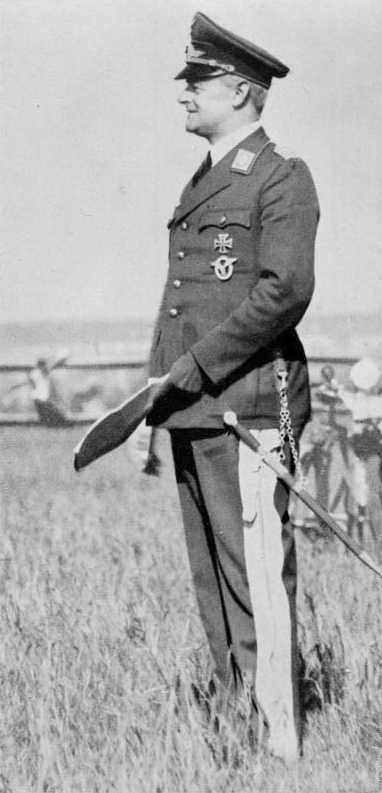
Вальтер Вефер

1. Уничтожить военно-воздушные силы противника путём нападения на его базы и авиазаводы и победить военно-воздушные силы всех врагов рейха.
2. Предотвратить передвижение крупных сухопутных войск противника путём уничтожения железных и автомобильных дорог, в частности мостов и туннелей, которые необходимы для передвижения и поставки сил.
3. Поддержать операции сухопутной армии, независимой от железных дорог, то есть бронетанковых войск и моторизованных сил путём препятствования продвижению противника и непосредственного участия в наземных операциях
4. Поддержать морские операции путём нападения на военно-морские базы противника, защиты военно-морских баз Германии и непосредственного участия в морских сражениях
5. Парализовать вооружённые силы противника, остановив производство на военных предприятиях.
Вефер утверждал, что Генеральный штаб Люфтваффе должен разбираться не только в вопросах стратегии и проведения операций. Он утверждал, что следует также не забывать об общей стратегии, военной экономике, военном производстве и изучении противника. Идеи Вефера не были реализованы; генштаб Люфтваффе отодвинул предлагаемые им дисциплины на второй план, и внимание уделялось тактике, технике и планированию операций.
Вефер погиб в авиакатастрофе в 1936 году. Неприведение в жизнь его идей по большей части объясняется действиями его преемников. Как правило считается, что ветераны сухопутных сил Альберт Кессельринг и Ганс-Юрген Штумпф отвернулись от стратегического планирования и переключили силы Люфтваффе на непосредственную поддержку сухопутных войск. Однако можно считать, что более всего на это решение повлияли Хуго Шперле и Ганс Ешоннек. Эти люди были опытными лётчиками, служившими в военно-воздушных силах с самого начала своей карьеры. Люфтваффе изменили своей первоначальной миссии; вместо проведения самостоятельных операций авиация чаще действовала совместно с другими видами войск.
В 1930-х годах Гитлеру не удалось уделять столько же внимания стратегии бомбардировок противника, сколько он уделял защите от вражеских бомбардировок, хотя он способствовал развитию авиации и понимал, что можно использовать бомбардировщики для стратегических целей. В 1939 году он заявил штабу, что безжалостные атаки люфтваффе против британской воли могут и должны проводиться в подходящий момент. Однако он быстро стал ярым скептиком в отношении стратегических бомбардировок, особенно после результатов «Блица». Он часто жаловался на неспособность люфтваффе достаточно эффективно повредить военную промышленность, сказав: «Воздушные налёты не могут эффективно помешать военной промышленности … часто запланированные цели не атакуются».
Планируя военные кампании, Гитлер не настаивал на планировании люфтваффе стратегических бомбардировок, и даже никогда не давал штабу конкретных указаний на необходимость подготовки к войне с Британией или СССР. Минимальной была и подготовка людей, способных проводить такие тактические операции, а Гитлер как верховный главнокомандующий не настаивал на подобной подготовке.
В конце концов, Гитлер оказался в ловушке своего собственного видения бомбардировки как средства террора, сформировавшегося в 1930-х годах, когда он угрожал малым нациям проведением бомбардировок, если те не признают господство и верховенство Германии. Этот факт имел важные последствия, он доказывает, что Гитлер принял стратегию бомбардировок как средство разрушения морали общества, а не как средство ведения экономической войны с разрушением морали только в дополнение. Гитлера привлекали политические аспекты бомбардировки. По результатам 1930-х годов он ожидал, что угроза возмездия со стороны Германии убедит его противников не проводить политику неограниченных бомбардировок Рейха. Он надеялся, опираясь на политический престиж Германии, что немецкое население будет защищено от бомбардировок. Когда же это не оправдалось, боясь не удержать за собой власть, Гитлер начал проводить политику воздушного террора против Британии, с целью получения такой ситуации, в которой обе стороны прекратили бы использовать военно-воздушные силы.

#### Противодействие стратегическим бомбардировкам противника
см. Стратегические бомбардировки во время Второй мировой войны
С середины 1944 года для RLM Германии приоритетной стала «Срочная истребительная программа» (выпуск бомбардировщиков был почти прекращён) противодействия всё более усиливающимся ковровым бомбардировкам со стороны авиации противника.
Январь 1945 года — так называемый «мятеж истребителей» — выступление лётчиков-истребителей с открытой критикой в адрес рейхсмаршала Геринга.

## Структурная организация и обозначение
В довоенные годы Германия была разделена на воздушные округа (Luftkreiskommando), командующим которыми подчинялись все соединения ВВС на их территории.
Первоначально в люфтваффе были созданы два руководящих штаба: Генеральный штаб (Generalstab der Luftwaffe) и Главный штаб (Luftwaffenführungsstab). Весной 1942 года их объединили в Главное командование люфтваффе (Oberkommando der Luftwaffe — OKL).
К 1939 году сложилась организационная структура люфтваффе (разработана Герингом и Мильхом), сохранявшаяся в течение всей Второй мировой войны.

#### Флоты
Высшим оперативным соединением в люфтваффе стал воздушный флот (Luftflotte). Первоначально в составе люфтваффе были три воздушных флота с зонами ответственности на территории Германии. После захвата территорий соседних стран в начале Второй мировой стало пять воздушных флотов. В дополнение к ним в 1943 году был сформирован один (6-й), а в 1944 году ещё два флота (10-й и флот «Рейх»). В течение 1940—45 годов каждый из флотов действовал на определённом театре военных действий.
Общая ответственность воздушных флотов была следующей:
- 1-й воздушный флот: северный фланг Восточного фронта, в конце февраля 1945 года понижен до командования люфтваффе «Курляндия»;
- 2-й воздушный флот: с 1940 по 1942 год — центральный участок Восточного фронта. С 1942 года на Средиземноморье. В сентябре 1944 года передал свои функции командованию люфтваффе в Италии;
- 3-й воздушный флот: контролировал территорию Германии и Франции, в сентябре 1944 года преобразован в командование люфтваффе «Запад», которое вошло в воздушный флот «Рейх»;
- 4-й воздушный флот: южный фланг Восточного фронта, 14 апреля 1945 года преобразован в 4-е командование люфтваффе, включённое в 6-й воздушный флот;
- 5-й воздушный флот: Северный ТВД, включая Норвегию и Финляндию, в сентябре 1944 года передал свои функции командующему люфтваффе в Норвегии;
- 6-й воздушный флот: центральный участок Восточного фронта;
- 10-й воздушный флот: контролировал запасные и учебные части люфтваффе;
- воздушный флот «Рейх»: ПВО Германии.

Помимо этого в разное время существовали независимые от флотов командования люфтваффе, — например, командование люфтваффе «Юго-Восток» в мае—октябре 1944 года контролировало Югославию, Албанию и Грецию.
Флот состоял из корпусов (Fliegerkorps) и дивизий (Flieger-division). Основными же боевыми единицами в люфтваффе являлись эскадра (Geschwader), группа (Gruppe) и эскадрилья (Staffel). Штатная эскадрилья люфтваффе состояла из 12 самолётов.
У командующего воздушным флотом было звание «генерал-оберст» или «генерал-фельдмаршал».

#### Эскадра
Основной тактической единицей была эскадра. Каждая полная эскадра включала штабное звено и 3-4 группы (иногда 5): всего от 110 до 150 самолётов. Ей присваивался номер из арабских цифр, перед которым ставился префикс обозначавший тип эскадры, например, JG 51 — Jagdgeschwader (истребительная эскадра) 51. Командовал эскадрой гешвадеркоммодор (Geschwaderkommodore, сокращённое обозначение — Kdre.).
В документах эскадры обозначались аббревиатурами:
- истребительная (Jagdgeschwader) — JG;
- ночных истребителей (Nachtjagdgeschwader) — NJG;
- тяжёлых истребителей (Zerstorgeschwader) — ZG;
- штурмовиков (Schlachtgeschwader) — SG (с 1943 г.) или Sch.G (до 1943 г.);
- ночных штурмовиков (Nachtschlachtgeschwader) — NSG;
- бомбардировочная (Kampfgeschwader) — KG;
- скоростных бомбардировщиков (Schnellkampfgeschwader) — SKG;
- пикирующих бомбардировщиков (Sturzkampfgeschwader, Stukageschwader) — St.G;
- транспортная авиация (Kampfgeschwader zur besonderen Venvendung) — KGzbV (до 1943 г.) или TG (Transport-geschwader транспортная эскадра, с 1943 г.);
- учебно-боевая (Lehrgeschwader) — LG.
- авиация специального назначения (zur besonderen Verwendung) — zbV.

#### Группа
Группа, имевшая в разное время по штату 40—50 самолётов, состояла из штабного звена и трёх эскадрилий. Ей командовал группенкоммандер (Gruppenkommandeur, сокращённо — Kdr.)
Номер группы писался римскими цифрами, через косую черту давалось обозначение эскадры. Если эскадра была комбинированной, после номера группы в скобках указывалось назначение группы. Например:
- I/JG 27 — I группа 27-й истребительной эскадры;
- I(J)/ LG 2 — I группа лёгких истребителей 2-й учебно-боевой эскадры;

#### Эскадрилья
Эскадрилья (нем. Staffel) имела в своём составе от 12 до 16 самолётов. Нумерация эскадрилий в эскадре была сквозной: в I группу входили 1-я, 2-я и 3-я эскадрильи, во II — 4-я, 5-я, 6-я и т. д. Номер эскадрильи записывался арабской цифрой с точкой. За номером через дробь следовало обозначение эскадры или группы (если группа не входила в состав эскадры). В скобках могло уточняться назначение эскадрильи:
- 1./JG 27 — 1-я эскадрилья (в составе I группы) 27-й истребительной эскадры;
- 7./KG 76 — 7-я эскадрилья (в составе III группы) 76-й бомбардировочной эскадры;
- 10.(Jabo)/JG 2 — 10-я (истребительно-бомбардировочная) эскадрилья 2-й истребительной эскадры;
- 3.(F)/Aufkl.Gr 22 — 3-я (дальнеразведывательная) эскадрилья 22-й разведывательной группы; сокращённый вариант — 3./(F)22;
- 1./Aufkl.Gr Ob.d.L. — 1-я эскадрилья разведывательной группы, непосредственно подчинявшейся главному командованию люфтваффе;
- 1./KGr 106 — 1-я эскадрилья 106-й бомбардировочной группы;
- Stab/ZG 2 означало штабное звено 2-й эскадры тяжёлых истребителей.

Эскадрильи, в свою очередь, делились на звенья (Kette), которые в большинстве родов авиации состояли из трёх самолётов. В истребительных частях имелись звенья из четырёх самолётов (Schwarm), делившиеся ещё на пары (Rotte).
Состав эскадр, групп и эскадрилий варьировался в зависимости от задач, поставленных перед ними, наличия самолётов и лётного состава, условий тылового снабжения и так далее. Особо гибкой организацией отличалась истребительная авиация, в которой обычным явлением было ведение боевых действий группами одной эскадры (или даже эскадрильями), находившимися на расстоянии нескольких сотен километров друг от друга. Такие подразделения действовали обособленно, в зависимости от сложившейся боевой обстановки на данном участке фронта

### Деление разведывательной и морской структур люфтваффе
Разведывательная и морская авиация эскадр не имела (там структурных единиц выше группы не было) и делилась непосредственно на группы, в соответствии с назначением:
- группа ближних (фронтовых) разведчиков (Nahaufklarungsgruppe) — IMA.Gr;
- группа дальних разведчиков (Fernaufklarungs-gruppe) — FA.Gr;
- группа морских разведчиков (Seeaufklarungs-gruppe) — SA.Gr;
- группа ночных разведчиков (Nachtaufklarungs-gruppe) — A.Gr.Nacht;
- группа корабельной авиации (Bordflieger-gruppe) — B.FI.Gr;
- группа береговой авиации (Küstenflieger-gruppe) — Kü.FI.Gr.

### Спецназ люфтваффе
Существовали также группы специального назначения:
- испытательная группа (Erprobungsgruppe) — Er.Gr или Erpr.Gr;
- группа подготовки пополнений (Ergänzungsgruppe) — Erg.Gr;
- планерная группа (Schleppgruppe);
- разведывательная группа главного командования люфтваффе (стратегической разведки) — Aufkl.Gr. Ob.d.L;
- группа специального назначения (под учётом Waffen SS) — Luftwaffe SS;
- группа специального назначения морской авиации (под учётом Krigsmarine).

### Наземные части люфтваффе

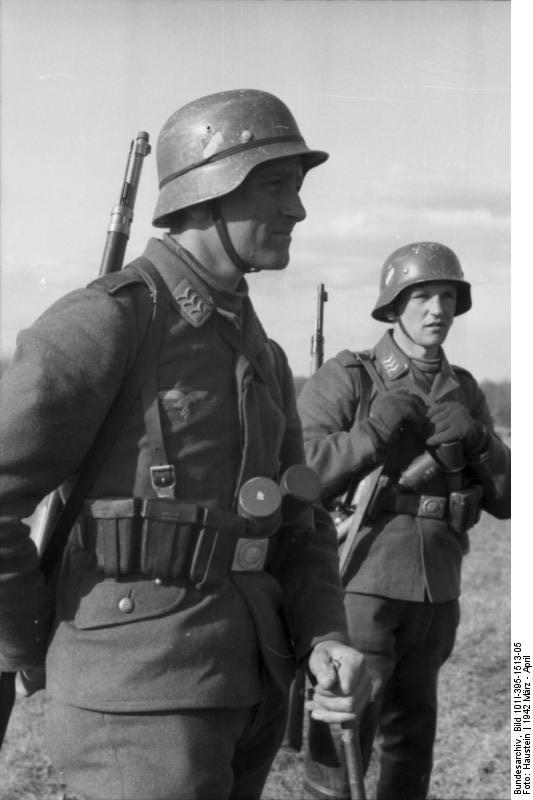
Обер-ефрейторы зенитной артиллерии люфтваффе

В состав люфтваффе входили следующие наземные воинские подразделения:
- связные части, части аэродромного обслуживания и строительные с 1935 года;
- зенитно-артиллерийские части, с 1935 года (на декабрь 1944 года 816 200 человек);
- парашютно-десантные части — с 1936 года парашютно-десантный батальон (Fallschirmshutzen Bataillon):

образован в составе полка «Генерал Геринг» (Regiment «General Goring»), подчинённого лично Герману Герингу, в 1938 году стал ядром 7-й воздушной дивизии (Flieger Division); до апреля 1945 года образовано 11 воздушных (парашютно-десантных) дивизий;
- пехотные части, с января 1942 года:

первые пехотные батальоны люфтваффе из наземного персонала были образованы в январе 1942 года во время Московской битвы для защиты инфраструктуры люфтваффе от партизан и десантов РККА, но были распущены до декабря 1942 года; с октября 1942 года вследствие больших потерь вермахта на Восточном Фронте начинается формирование регулярных полевых дивизий люфтваффе (Luftwaffe Feld Division), и до мая 1943 года была создана 21 полевая (пехотная) дивизия люфтваффе; в ноябре 1943 года перешли (кроме зенитных частей) под управление Сухопутных ВС (Heer);
- моторизованная дивизия «Герман Геринг», с сентября 1943 года.

В состав люфтваффе входил Форшунгсамт (Forschungsamt; букв. научно-исследовательский институт) — название службы разведки и контрразведки. Имелись отделы криптографии.

## Опознавательные знаки

Ранний вариант знака на киль, 1935-1939
Поздний вариант знака на киль, 1939-1945
Различные стили балкенкройца использовавшиеся в Люфтваффе, 1933-1945

## Знаки различия
| Знаки различия                                            | Знаки различия      | Знаки различия      | Звание |                     |                     |                     |                     |                     |                     |
| Погон                                                     | Петлица             | Нарукавный знак     | Звание |                     |                     |                     |                     |                     |                     |
| Генералы (Generäle)                                       | Генералы (Generäle) | Генералы (Generäle) | Генералы (Generäle) | Генералы (Generäle) | Генералы (Generäle) | Генералы (Generäle) | Генералы (Generäle) | Генералы (Generäle) | Генералы (Generäle) |
| --------------------------------------------------------- | ------------------- | ------------------- | --- | ------------------- | ------------------- | ------------------- | ------------------- | ------------------- | ------------------- |
|                                                           |                     |                     | Рейхсмаршал Великогерманского рейха (Reichsmarschall des Großdeutschen Reiches) |                     |                     |                     |                     |                     |                     |
|                                                           |                     |                     | Генерал-фельдмаршал авиации (Generalfeldmarschall der Flieger) |                     |                     |                     |                     |                     |                     |
|                                                           |                     |                     | Генерал-оберст авиации (Generaloberst der Flieger) |                     |                     |                     |                     |                     |                     |
|                                                           |                     |                     | Генерал авиации (General der Flieger) Генерал парашютных войск (General der Fallschirmtruppe) Генерал воздушной разведки (General der Luftnachrichtentruppe) Генерал зенитных войск (General der Flakartillerie) Генерал ВВС (General der Luftwaffe) |                     |                     |                     |                     |                     |                     |
|                                                           |                     |                     | Генерал-лейтенант (Generalleutnant) |                     |                     |                     |                     |                     |                     |
|                                                           |                     |                     | Генерал-майор (Generalmajor) |                     |                     |                     |                     |                     |                     |
| Штаб-офицеры (Stabsoffiziere)                             |                     |                     | |                     |                     |                     |                     |                     |                     |
|                                                           |                     |                     | Полковник (Оберст / Oberst) |                     |                     |                     |                     |                     |                     |
|                                                           |                     |                     | Подполковник (Оберст-лейтенант /Oberstleutnant) |                     |                     |                     |                     |                     |                     |
|                                                           |                     |                     | Майор (Major) |                     |                     |                     |                     |                     |                     |
| Капитаны (Hauptleute)                                     |                     |                     | |                     |                     |                     |                     |                     |                     |
|                                                           |                     |                     | Капитан (Гауптман / Hauptmann) |                     |                     |                     |                     |                     |                     |
| Лейтенанты (Leutnante)                                    |                     |                     | |                     |                     |                     |                     |                     |                     |
|                                                           |                     |                     | Обер-лейтенант (Oberleutnant) |                     |                     |                     |                     |                     |                     |
|                                                           |                     |                     | Лейтенант (Leutnant) |                     |                     |                     |                     |                     |                     |
| Унтер-офицеры c портупеей (Unteroffiziere mit Portepee)   |                     |                     | |                     |                     |                     |                     |                     |                     |
|                                                           |                     |                     | Штабс-фельдфебель (Stabsfeldwebel) |                     |                     |                     |                     |                     |                     |
|                                                           |                     |                     | Обер-фельдфебель (Oberfeldwebel) |                     |                     |                     |                     |                     |                     |
|                                                           |                     |                     | Фельдфебель (Feldwebel) |                     |                     |                     |                     |                     |                     |
| Унтер-офицеры без портупеи (Unteroffiziere ohne Portepee) |                     |                     | |                     |                     |                     |                     |                     |                     |
|                                                           |                     |                     | Унтер-фельдфебель (Unterfeldwebel) |                     |                     |                     |                     |                     |                     |
|                                                           |                     |                     | Унтер-офицер (Unteroffizier) |                     |                     |                     |                     |                     |                     |
| Рядовой состав (Mannschaften)                             |                     |                     | |                     |                     |                     |                     |                     |                     |
|                                                           |                     |                     | Штабс-ефрейтор (Stabsgefreiter) |                     |                     |                     |                     |                     |                     |
|                                                           |                     |                     | Гаупт-ефрейтор (Hauptgefreiter) |                     |                     |                     |                     |                     |                     |
|                                                           |                     |                     | Обер-ефрейтор (Obergefreiter) |                     |                     |                     |                     |                     |                     |
|                                                           |                     |                     | Ефрейтор (Gefreiter) |                     |                     |                     |                     |                     |                     |
|                                                           |                     |                     | Рядовой ВВС (Flieger) |                     |                     |                     |                     |                     |                     |

## Известные лётчики
см. Категория:Немецкие лётчики Второй мировой войны
- Герман Геринг
- Эрих Хартманн
- Эрхард Мильх
- Ханс-Йоахим Марсель
- Вальтер Новотны
- Ганс-Ульрих Рудель
- Гельмут Липферт
- Гюнтер Ралль
- Бруно Диллеи
- Франк Нойберт